# 戈多夫雷多维亚纳
戈多夫雷多维亚纳是巴西马拉尼昂州的一个市镇。总面积640.093平方公里，总人口10344人，人口密度16.2人/平方公里。